# Emil Heymann
Emil Heymann (* 15. April 1878 in Altona; † 11. Januar 1936 in Berlin) war ein deutscher Neurochirurg.

## Leben
Nach dem Studium an verschiedenen Universitäten und der Promotion begann er eine Ausbildung an der Berliner Charité, wechselte aber schon nach sechs Monaten an die Chirurgische Abteilung des Augusta-Hospitals in Berlin-Mitte unter Fedor Krause. 1921 wurde Heymann Krauses Nachfolger als Chefarzt. 1930 wurde er als Privatdozent zum nichtbeamteten außerordentlichen Professor für Chirurgie an der Universität Berlin ernannt. Als „Nichtarier“ wurde er diskriminiert und zum 31. März 1936 von seiner Position als Chefarzt vertrieben. Er gilt neben Fedor Krause und Otfrid Foerster als einer der Pioniere der Gehirnchirurgie in Deutschland. Seine Arbeit über die Chirurgie des Rückenmarks erschien im "Kirschner-Nordmann", dem damals bekanntesten Lehrbuch der Chirurgie. Innovativ führte er die Anwendung von Hochfrequenzströmen bei Hirnoperationen in Deutschland ein und verbesserte die Geräte. Sein Handstück des „elektrischen Messers“ wird noch heute im OP genutzt.

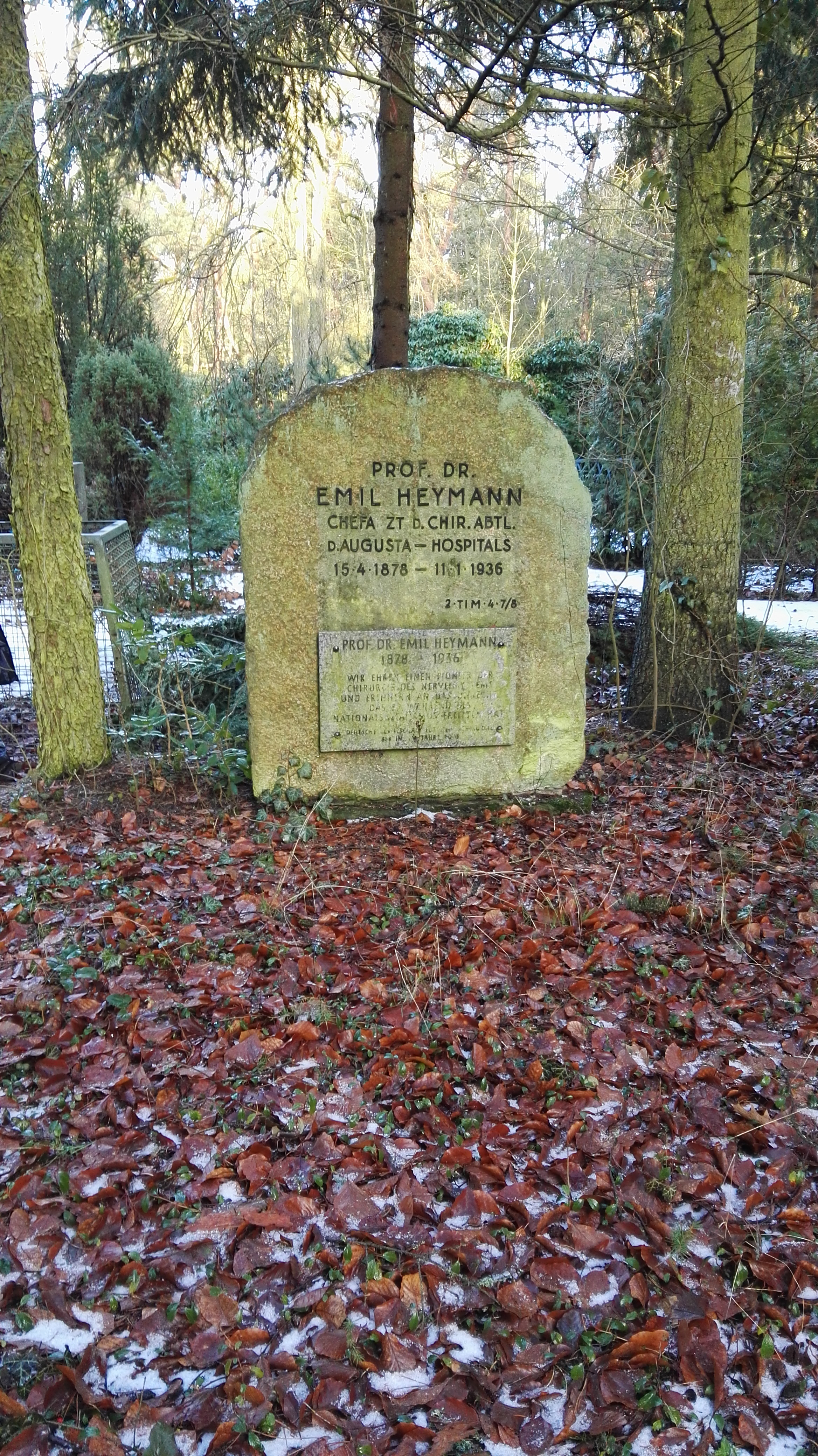
Grabstätte

Er verstarb an einem Herzinfarkt, kurz bevor er eine neue Karriere in Chile beginnen konnte. Es kam allerdings rasch das Gerücht auf, er habe Suizid begangen. Seine letzte Ruhestätte fand er auf dem Südwestkirchhof Stahnsdorf im Feld 3, Erbbegräbnis 90. Die Deutsche Gesellschaft für Neurochirurgie ließ 2003 an der Grabstätte eine Gedenktafel anbringen: „Wir ehren einen Pionier der Chirurgie des Nervensystems und erinnern an das Unrecht, das er während des Nationalsozialismus erlitten hat. Deutsche Gesellschaft für Neurochirurgie. Berlin, im Jahre 2003“ (s. Abb.).

## Schriften
- Zur Kasuistik von Schussverletzungen des Schädels vom Jahre 1897 bis 1902. Dissertation, München 1902.
- mit Fedor Krause: Lehrbuch der chirurgischen Operationen an der Hand klinischer Beobachtungen für Ärzte und Studierende. Band 1 u. 2. Urban u. Schwarzenberg, Berlin – Wien 1912–1914.
- mit Fedor Krause: Textbook of surgical operations: illustrated by clinical observations, for physicians and surgeons. Translated by Albert Ehrenfried. Rebman, New York 1915.
- Gedächtnisrede auf Emil Seckel Berlin 1924.
- Die Chirurgie des Rückenmarks und seiner Häute. In: Martin Kirschner, Otto Nordmann (Hrsg.): Die Chirurgie, Bd. III. Urban u. Schwarzenberg, Berlin 1930, S. 610–832.
- Chirurgische Eingriffe mit Hochfrequenzströmen. In: Medizinische Klinik, Band 26, 1930, S. 539–545.
- mit Fedor Krause: Surgical operations of the head. Übersetzt von Albert Ehrenfried. New York 1933.